# Fußball in der Volksrepublik China

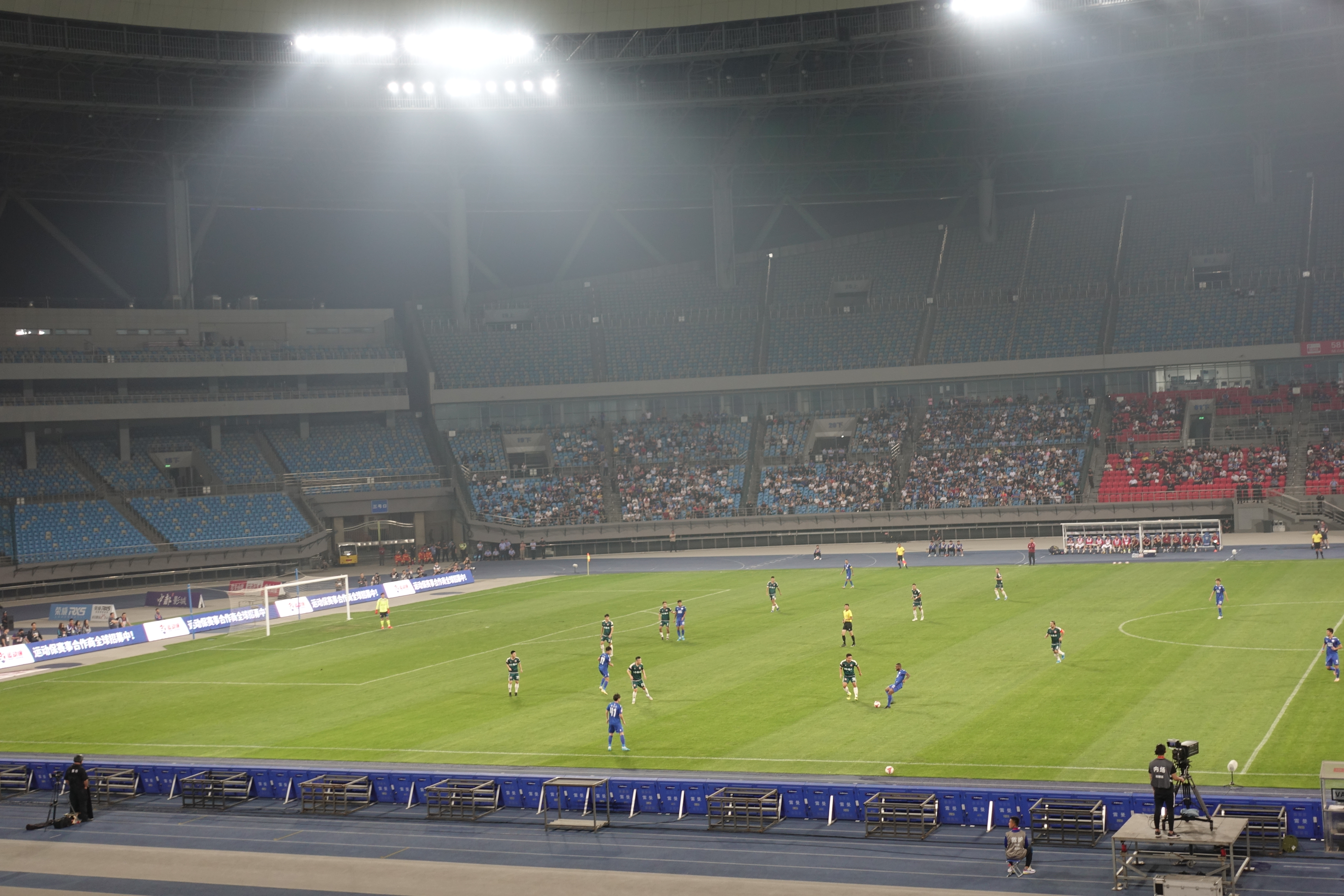
Fußballspiel im Olympischen Sportzentrum in Qinhuangdao

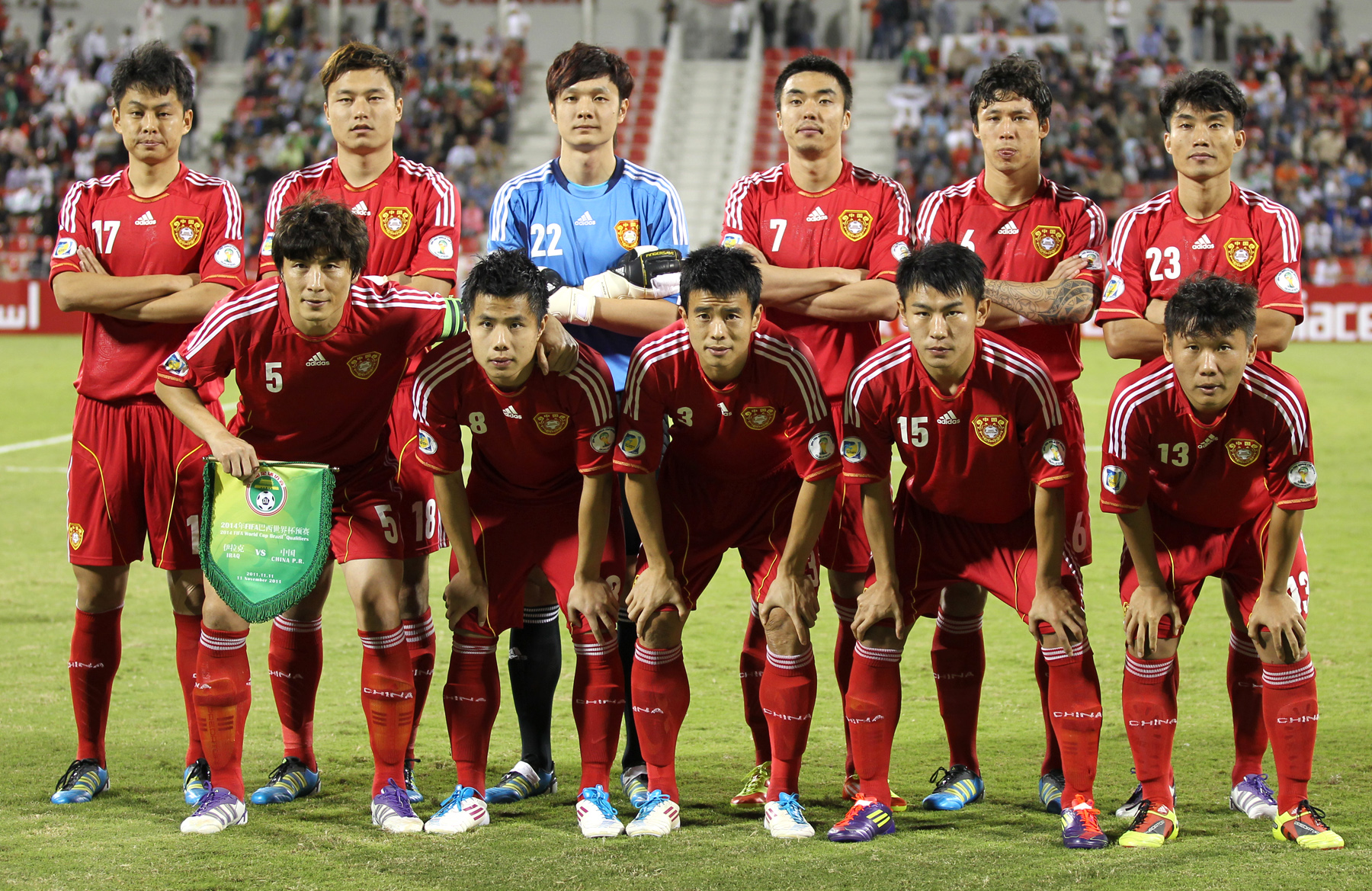
Teamfoto der Nationalmannschaft im Jahr 2011

Der Fußball erfreut sich in der Volksrepublik China einer zunehmenden Beliebtheit und gehört dort neben Basketball zu den am meisten verfolgten Sportarten.
Der chinesische Fußballverband heißt Chinese Football Association und wurde 1924 gegründet. 1931 trat er der FIFA bei und 1974 der AFC. Die Nationalmannschaft nahm bisher lediglich an der Weltmeisterschaft 2002 in Südkorea und Japan teil, wo bereits in der Gruppenphase Schluss war. Für die Asienmeisterschaft hat sie sich seit 1976 durchgehend qualifiziert. Das beste Ergebnis dort war ein zweiter Platz beim Turnier 2004, das im eigenen Land ausgetragen wurde. Deutlich erfolgreicher ist die Frauen-Nationalmannschaft. Insgesamt wurde sie achtmal Asienmeister, einmal Vizeweltmeister und gewann einmal die Silbermedaille bei den Olympischen Spielen.
Die höchste Profiliga im Land ist die Chinese Super League, deren erfolgreichste Vereine Shandong Taishan und der Guangzhou FC sind. Vor der Corona-Pandemie lag der Zuschauerschnitt in dieser Liga bei 23.314, etwas weniger als in der Serie A. Durch die Verpflichtung internationaler Stars wie Hulk Axel Witsel oder Oscar, ermöglicht durch Finanzspritzen großer Unternehmen unter Anweisung von Präsident Xi Jinping, stand die CSL in den späten 2010er Jahren zeitweise auf Platz 1 der AFC-Vierjahreswertung. Das ambitionierte Fußballprojekt der chinesischen Regierung scheiterte jedoch nach nur einigen Jahren und inzwischen haben die meisten ausländischen Stars China wieder verlassen.
Nur eine Handvoll chinesischer Fußball-Profis schaffte bislang den Sprung in die europäischen Topligen. Zu nennen sind hier Sun Jihai, der zwischen 2002 und 2008 über 100 Ligaspiele für Manchester City absolvierte sowie „Chinas Maradona“  Wu Lei, der von 2019 bis 2022 bei Espanyol Barcelona spielte.

## Geschichte

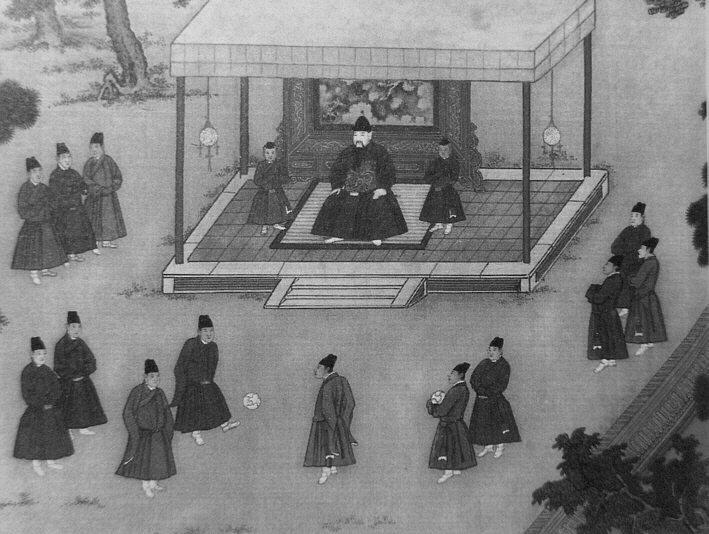
Der Ming-Kaiser Yongle schaut seinen Eunuchen beim Cuju zu.

Bereits im zweiten Jahrtausend v. Chr. wurde in China mit Cuju (Ts’u-chü) ein Vorläufer des heutigen Fußballs praktiziert. Während es zunächst als militärisches Ausbildungsprogramm diente, breitete es sich während der Zhou-Dynastie zum Volkssport aus. Ab dem 7. Jahrhundert geriet das Spiel jedoch in Vergessenheit. Erst mit dem Aufkommen des modernen Fußballsports im 19. Jahrhundert erlebte es in China eine „Renaissance“.
Zu Beginn des 20. Jahrhunderts kam der moderne Fußball von Europa aus nach China. 1924 erfolgte die Gründung der Chinese Football Association (CFA). In den 1920er und 1930er Jahren erlebte der chinesische Fußball eine Blütezeit. Damals war die Zeit von Li Wei Tong, dem wahrscheinlich besten chinesischen Fußballer aller Zeiten und späteren Vizepräsidenten der FIFA. Fünfmal (1923, 1925, 1927, 1930 und 1934) gewann er mit der Republik China das Fußballturnier bei den Far Eastern Championship Games, einem Vorläufer der Asienspiele. 1936 und 1948 nahm die Fußballauswahl Chinas an den Olympischen Spielen teil.
Nach dem Ende des Chinesischen Bürgerkriegs im Jahr 1949 entstand die Republic of China Football Association (ROCFA) als Fußballverband der Republik China auf Taiwan, während die CFA fortan zum Fußballverband der Volksrepublik China wurde.
1987 wurde mit der Jia-A League eine landesweite Liga auf semiprofessionellem Niveau gegründet. 1990 gestattete die CFA sowohl staatlichen als auch privaten chinesischen Unternehmen, Fußballvereine zu kaufen und zu unterstützen. In der Folge wurde die Jia-A League 1994 professionalisiert. 2004 erfolgte die Auflösung der Jia-A und die Gründung der Chinese Super League. Im letzten Jahrzehnt verpflichteten die Vereine der Super League zunehmend Stars aus Europa wie Hulk oder Oscar, die zur Verbesserung der Liga beitragen sollen. Außerdem kündigte Präsident Xi Jinping den Bau von 50.000 Jugend-Akademien im Land an.